# Байрак, Михаил Иванович
Михаил Иванович Байрак (1926—2001) — советский хозяйственный, государственный и политический деятель, Герой Социалистического Труда.

## Биография
Родился в 1926 году в селе Гырбово. Член КПСС с 1950 года.
Участник Великой Отечественной войны. С 1947 года — на хозяйственной, общественной и политической работе. В 1947—1990 гг. — председатель исполкома Гырбовского сельского Совета, заместитель председателя исполкома Атакского и Сусленского районных Советов народных депутатов, заместитель председателя, председатель ряда колхозов Криулянского района, председатель колхоза имени Котовского Криулянского района Молдавской ССР.
Указом Президиума Верховного Совета СССР от 10 марта 1978 года присвоено звание Героя Социалистического Труда с вручением ордена Ленина и золотой медали «Серп и Молот».
Указом Президиума Верховного Совета СССР от 13 июля 1987 года за совершение проступков, порочащих, его как награжденного, лишен звания Героя Социалистического Труда и наград.
Указом Президента Республики Молдова от 16 августа 1996 года восстановлен в правах на награды.
Умер в Гырбово в 2001 году.